# Ловинац (Поличник)
Ловинац је насељено место у саставу општине Поличник у Задарској жупанији, Република Хрватска.

## Историја
До територијалне реорганизације у Хрватској налазио се у саставу старе општине Задар.

## Становништво
На попису становништва 2011. године, Ловинац је имао 278 становника.

## Попис1991.
На попису становништва 1991. године, насељено место Ловинац је имало 617 становника, следећег националног састава:
| Попис 1991.‍ | Попис 1991.‍ | Попис 1991.‍ | Попис 1991.‍ | Попис 1991.‍ |
| ----------- | ----------- | ----------- | ----------- | ----------- |
|             |             |             |             |             |
| Хрвати      | Хрвати      |             | 612         | 99,18%      |
| непознато   | непознато   |             | 5           | 0,81%       |
| укупно: 617 |             |             |             |             |